# 中华人民共和国伤残人民警察证

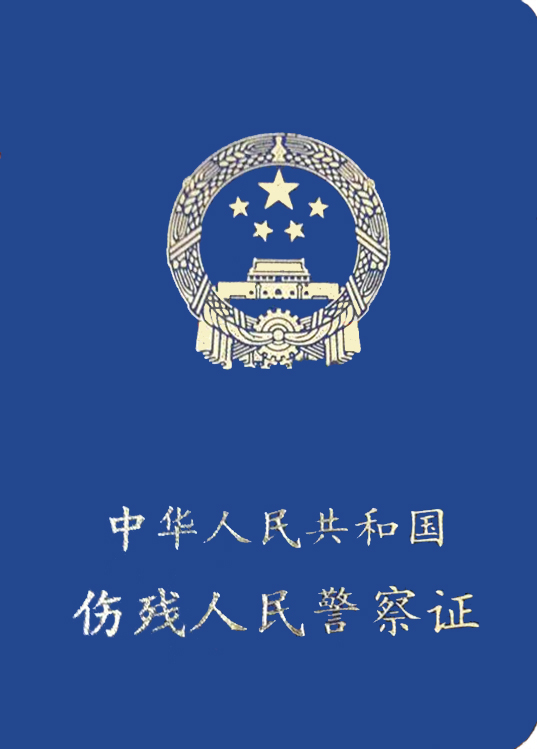
中华人民共和国伤残人民警察证

中华人民共和国伤残人民警察证是用于证明中华人民共和国伤残人民警察的残疾性质和残疾等级的证件。

## 简介
1996年11月19日，中华人民共和国公安部、民政部下发《公安机关人民警察抚恤办法》（公发〔1996〕18号），自下发之日起执行。 《公安机关人民警察抚恤办法》第二十七条规定：

第二十七条 伤残证件的发放和管理：

（一）因战、因公致残的人民警察，经省、自治区、直辖市民政厅、局评定伤残等级后，发给由民政部统一印制的《人民警察伤残抚恤证》。

（二）《人民警察伤残抚恤证》是伤残人民警察证明个人伤残等级和享受抚恤的有效证件，要妥善保管，不得私自涂改、转借或转让。

（三）伤残证件因保管不善被损坏，当事人应及时报告发证的县级民政机关。县级民政机关审查后认为不能使用的，填写《伤残人员换证补证报批表》和新伤残证件，连同本人申请及损坏的旧证一并逐级上报省、自治区、直辖市民政厅、局换发。

（四）伤残证件遗失，当事人应尽力查找，并及时报告发证的县级民政机关。半年内查找不到，在本人登报声明作废后，由县级民政机关填写《伤残人员换证补证报批表》和新伤残证件，连同本人申请一并逐级上报省、自治区、直辖市民政厅、局，经批准后，重新编号，发放新证。
1997年4月1日，中华人民共和国民政部发布《伤残抚恤管理暂行办法》，自发布之日起执行。 其中第七条规定：“（四）授予警衔的行政编制人民警察因战因公致残，发给《人民警察伤残抚恤证》。”
根据中华人民共和国民政部2004年下发的《关于换发伤残人员证件的通知》，2004年12月1日至2005年6月30日，中华人民共和国集中为伤残人员换发新式证件。此次换发的有《残疾军人证》、《伤残人民警察证》、《伤残国家机关工作人员证》、《伤残民兵民工证》，其中《残疾军人证》封皮为红色，其他三种封皮为蓝色，封面烫金印有中华人民共和国国徽，证件采用多种防伪技术。为保护伤残人员的隐私并适应新修订的《军人抚恤优待条例》的规定，新式证件一律取消了伤残待遇及残情介绍等栏目。2005年7月1日起，旧证停止使用。 
2007年7月31日，中华人民共和国民政部令第34号公布《伤残抚恤管理办法》，自2007年8月1日起施行，1997年民政部颁布的《伤残抚恤管理暂行办法》同时废止。《伤残抚恤管理办法》第十二条规定，“（二）人民警察因战因公致残的，发给《中华人民共和国伤残人民警察证》。”